# Marina (nombre)
Marina es un nombre propio femenino de origen latino cuyo significado es «nacida en el mar».
Cuenta con una variante de origen francés Marinette que significa "la que ama el mar" 

## Santoral
18 de julio: Santa Marina

## Mujeres conocidas
- Doña Marina: conocida como La Malinche, fue traductora de Hernán Cortés
- Marina de Grecia: esposa de Jorge de Kent, cuarto hijo del rey británico Jorge V
- Marina Inoue: actriz de voz y cantante japonesa
- Marina Latorre: escritora, periodista y galerista chilena
- Marina Lezcano: jockey argentina
- Marina San José: actriz española
- Marina Squerciati: actriz estadounidense
- Marina Diamandis: cantante galesa
- Marina Ruy Barbosa: actriz brasilera
- Marina Egea: coreògrafa, terapeuta ocupacional i doctora

- Datos: Q1120708
- Multimedia: Marina (given name) / Q1120708